# Empoasca cothurnula
Empoasca cothurnula är en insektsart som beskrevs av Young 1953. Empoasca cothurnula ingår i släktet Empoasca och familjen dvärgstritar. Inga underarter finns listade i Catalogue of Life.